# Ctenichneumon luteipes
Ctenichneumon luteipes är en stekelart som först beskrevs av Heinrich Habermehl 1917.
Ctenichneumon luteipes ingår i släktet Ctenichneumon och familjen brokparasitsteklar. Inga underarter finns listade i Catalogue of Life.